# 策兴根
策兴根是德国巴伐利亚州的一个市镇。总面积14.61平方公里，总人口736人，其中男性349人，女性387人（2011年12月31日），人口密度50人/平方公里。